# Keizerlijk station
Het Keizerlijk station (Duits: Kaiserbahnhof) is een voormalig spoorwegstation in de Duitse stad Potsdam, nabij het Nieuwe Paleis in het Sanssoucipark. Het werd gebouwd als het privéstation van keizer Wilhelm II toen het bestaande stationsgebouw Potsdam Wildpark van te weinig allure werd bevonden.

## Geschiedenis

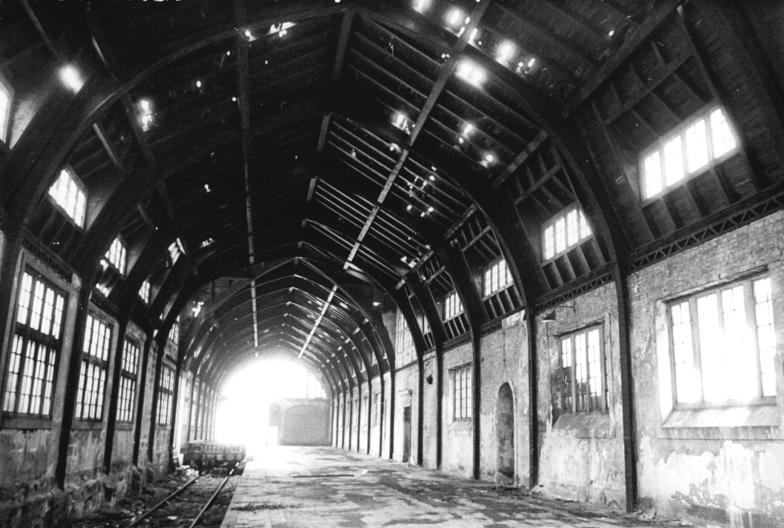
De stationskap in 1990

Sinds de opening van het traject Potsdam-Maagdenburg van de spoorlijn Berlijn-Maagdenburg in 1846 bestond er op deze plaats een koninklijke halte zodat de Pruisische vorsten eenvoudig van Berlijn naar hun zomerverblijven in het Sanssoucipark konden reizen. In 1869 werd het stationsgebouw Potsdam Wildpark gebouwd en in 1872 opende in Berlijn het nieuwe Potsdamstation met een aparte koninklijke wachtruimte. Koninklijke reizigers en hun gasten konden het traject nu ongestoord bereizen. Een derde halte bevond zich halverwege in Berlijn-Schöneberg ter hoogte van het huidige station Yorckstraße. In 1905 gaf Wilhelm II zijn hofarchitect Ernst von Ihne opdracht een nieuw representatief station te ontwerpen bij het Sanssoucipark. In 1909 kwam het Hofstation Wildpark gereed. Het kwam al snel bekend te staan als Kaiserbahnhof.

## Architectuur

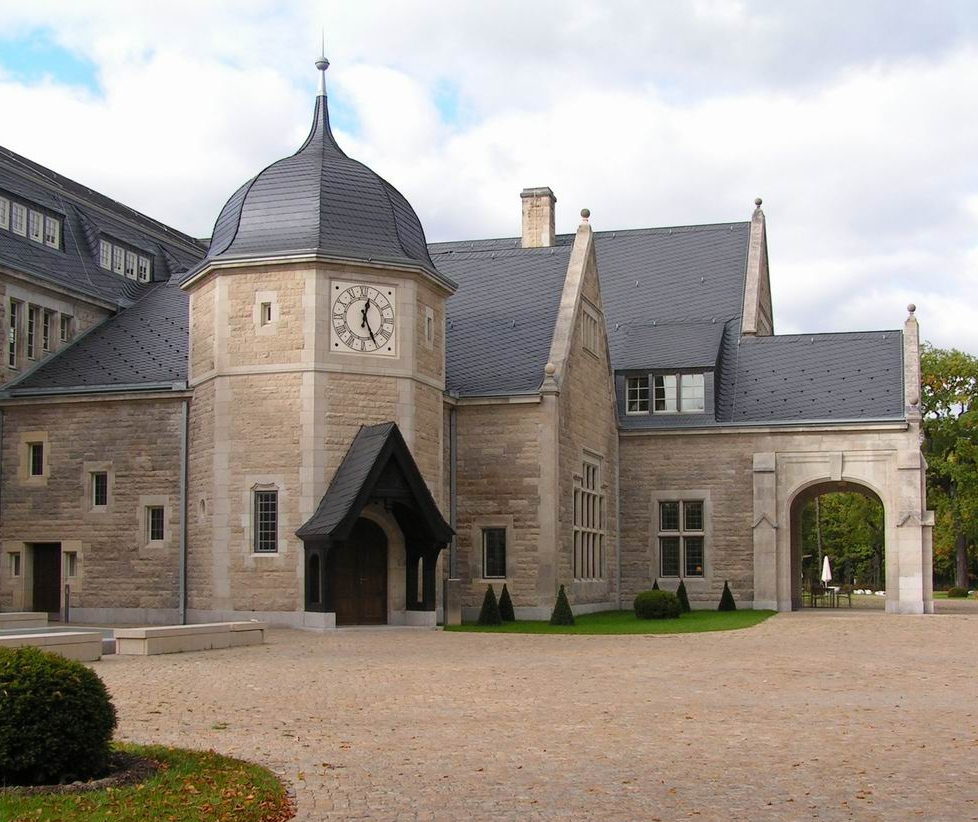
Het stationsgebouw in 2005

Het zandstenen gebouw dat Ernst von Ihne ontwierp, bestaat uit een grote stationskap en een daarvoor gelegen stationsgebouw. De kap die twee sporen overspande heeft een mansardedak met aan beide zijden een rij van veertien dakkapellen onderbroken door een topgevel. Het exterieur van het stationsgebouw is in een sobere Neorenaissancestijl opgetrokken. Het interieur is rijker met onder andere de met hout betimmerde Kaisersaal die lijkt op een luxe rijtuig.

## Gebruik

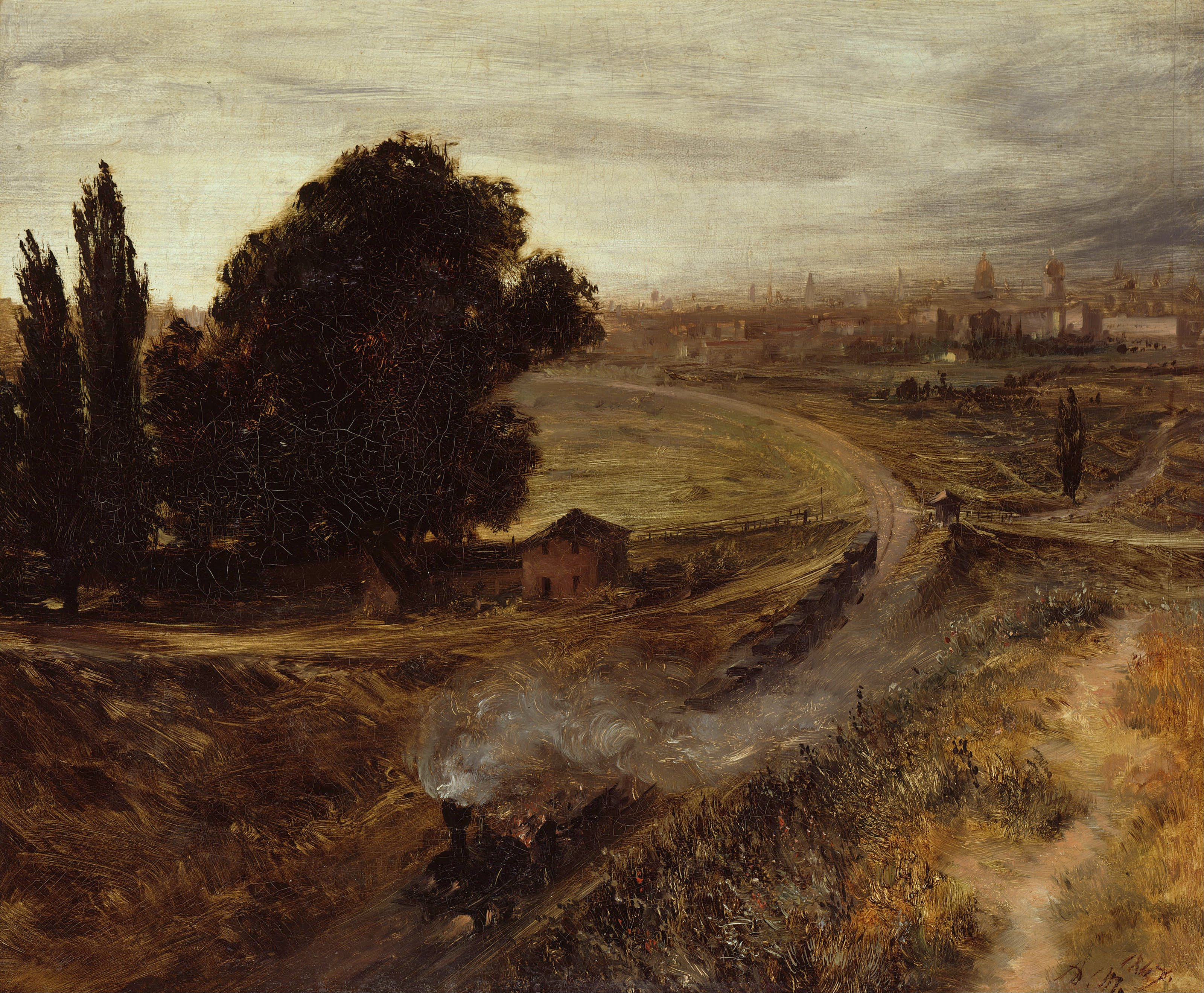
Spoorbaan tussen Berlijn en Potsdam, Adolf Friedrich Erdmann von Menzel, 1847

Naast een functie bij het vervoer van de keizerlijke familie tussen Berlijn en Potsdam was het station voornamelijk ook bedoeld voor de ontvangsten van buitenlandse staatshoofden. De eerste staatsgast die op het station arriveerde was president Roosevelt. In 1910 kwam tsaar Nicolaas II hier aan.
Tijdens en in de nasleep van de Tweede Wereldoorlog had het station een militaire functie. Gedurende de DDR-periode verloor het gebouw zijn functie als station en was het onder andere in gebruik als school. In 1977 werd het verwaarloosde gebouw wegens instortingsgevaar gesloten. In 1999 werd het als onderdeel van het paleizen- en parkencomplex van Potsdam en Berlijn toegevoegd aan de werelderfgoedlijst van de UNESCO. Pas in 2003 werd begonnen met de restauratie die in 2005 gereed kwam. Het gehele gebouw is nu in gebruik als opleidingscentrum voor leidinggevenden van de Deutsche Bahn.